# Mes jours de gloire
Pour les articles homonymes, voir Jour de gloire.
Pour plus de détails, voir Fiche technique et Distribution.
Mes jours de gloire est une comédie française réalisée par Antoine de Bary, sortie en 2019.
Il est présenté à la Mostra de Venise 2019.

## Synopsis
Adrien est en quelque sort atteint du syndrome de Peter Pan. Adulescent, il vit encore et toujours comme un enfant bien qu'il approche de la trentaine. Ancien enfant star à l'écran, il n'a aujourd'hui plus un sou en poche. Il retourne alors vivre chez ses parents. Il va également se relancer, humainement et professionnellement.

## Fiche technique
- Titre original : Mes jours de gloire
- Réalisation : Antoine de Bary
- Scénario : Antoine de Bary et Elias Belkeddar
- Musique : Arthur Simonini
- Décors : Charlotte de Cadeville
- Costumes : Élise Bouquet
- Photographie : Nicolas Loir
- Montage : Joëlle Hache, Julien Perrin
- Production : Mourad Belkeddar, Nicolas Lhermitte, Charles-Marie Anthonioz, Jean Duhamel et Elias Belkeddar
- Société de production : Iconoclast et Tribus P Film
- Sociétés de distribution : BAC Films (France)
- Pays de production :  France
- Langue originale : français
- Format : couleur
- Genre : comédie
- Durée : 99 minutes
- Dates de sortie :
  - Italie : 31 août 2019 (Mostra de Venise)
  - France : 1er février 2020 (avant-première à Bron) ; 26 février 2020 (sortie nationale)

## Distribution
- Vincent Lacoste : Adrien
- Emmanuelle Devos : Nathalie
- Christophe Lambert : Bertrand
- Noée Abita : Léa
- Damien Chapelle : Ulysse
- Monsieur Fraize : Antoine
- Antoine Poulet : Marc
- Jochen Hägele : Gerd
- Thomas Blumenthal : Georges
- Jean-Luc Porraz : Médecin

## Accueil

### Accueil critique
En France, le film obtient une note moyenne de 2,9⁄5 sur le site AlloCiné, qui recense 29 critiques de presse.
Pour Le Parisien, « Léger, gonflé, plein de fantaisie, cette comédie brosse le portrait d'un loser attachant. ». Pour Critikat, le réalisateur « Antoine de Bary dresse le portrait assez amusant, à défaut d’être réellement convaincant, d’un jeune homme en crise vis-à-vis de sa masculinité. ».